# الغواصة الألمانية يو-3005
كان الغواصات الألمانية يو-3005 غواصة الفئة الواحدة والعشرون في الخدمة لدى ألمانيا النازية في بحريتها كريغسمرين، للخدمة في الحرب العالمية الثانية. تم طلبها في 6 نوفمبر 1943، وتم وضعها في 21 يونيو 1944 من قبل شركة إيه جي فيزر في بريمن، في ساحة رقم 1164. تم إطلاقها في 19 أغسطس 1944، وتم تفويضها في 20 سبتمبر 1944. 

## مصير
أعطبت في في 3 مايو 1945، في كيل كجزء من عملية Regenbogen. في وقت لاحق تم رفع الحطام وتفكيكه. 